# Wunjo
| Wunjo            | Wunjo           | Wunjo           | Wunjo          | Wunjo          | Wunjo    | Wunjo    |
| Nome             | Proto-germanico | Proto-germanico | Antico inglese | Antico inglese |          |          |
| ---------------- | --------------- | --------------- | -------------- | -------------- | -------- | -------- |
| Nome             | *Wunjō          | *Wunjō          | Wynn           | Wynn           |          |          |
| Significato      | gioia           | gioia           | gioia          | gioia          | gioia    | gioia    |
| Forma            | Fuþark antico   | Fuþark antico   | Fuþorc         | Fuþorc         |          |          |
| Forma            |                 |                 |                |                |          |          |
| Unicode          | ᚹ U+16B9        | ᚹ U+16B9        | ᚹ U+16B9       | ᚹ U+16B9       | ᚹ U+16B9 | ᚹ U+16B9 |
| Traslitterazione | w               | w               | w              | w              | w        | w        |
| Trascrizione     | w               | w               | w              | w              | w        | w        |
| IPA              | [w]             | [w]             | [w]            | [w]            | [w]      | [w]      |
| Ordine alfab.    | 8               | 8               | 8              | 8              | 8        | 8        |

*Wunjō (in italiano "gioia") è il nome proto-germanico ricostruito della runa del Fuþark antico w (carattere Unicode ᚹ). Questa runa compare anche nel Fuþorc anglosassone e frisone con il nome di Wynn.
Il nome della lettera corrispondente nell'alfabeto gotico (, carattere Unicode 𐍅) è winja.
Tale runa indicava il suono [w]; esso non era presente nel latino, e dunque non esisteva nel suo alfabeto una lettera che lo indicasse. Perciò, quando si cominciò a scrivere l'antico inglese in caratteri latini, la runa venne modificata e utilizzata come lettera supplementare: nacque così il segno Ƿ (chiamato wynn dal nome della runa in antico inglese).

## Poemi runici
La runa wunjo compare nel poema runico in antico inglese con il nome di Wenne ("gioia"):
| Poema runico anglosassone                                                                                 | Traduzione |
| --- | --- |
| ᚹ Wenne bruceþ, ðe can weana lyt sares and sorge and him sylfa hæfþ blæd and blysse and eac byrga geniht. | Apprezza la gioia chi non conosce la sofferenza, la tristezza e l'angoscia, e possiede prosperità e felicità ed una casa abbastanza buona. |